# Cappelle-en-Pévèle
Cappelle-en-Pévèle – miejscowość i gmina we Francji, w regionie Hauts-de-France, w departamencie Nord.
Według danych na rok 1990 gminę zamieszkiwało 1725 osób, a gęstość zaludnienia wynosiła 213 osób/km² (wśród 1549 gmin regionu Nord-Pas-de-Calais Cappelle-en-Pévèle plasuje się na 397. miejscu pod względem liczby ludności, natomiast pod względem powierzchni na miejscu 444.).